# Біляївська волость
Біляївська волость — історична адміністративно-територіальна одиниця Одеського повіту Херсонської губернії.
Станом на 1886 рік складалася з 2 поселень, 2 сільських громад. Населення — 6152 осіб (3147 чоловічої статі та 3005 — жіночої), 1141 дворове господарство.
|                     | Площа, десятин | У тому числі орної, дес. |
| ------------------- | -------------- | ------------------------ |
| Сільських громад    | 16325          | 9182                     |
| Приватної власності | —              | —                        |
| Казенної власності  | 7041           | 45                       |
| Іншої власності     | 245            | 230                      |
| Загалом             | 23601          | 9457                     |

Поселення волості:
- Біляївка — село при річці Турунчук та лімані Біле озеро,  за 45 верст від повітового міста, 2917 осіб, 250 дворів, православна церква, школа, 6 лавок, базари через 2 тижня по п'ятницях. За 11½ верст — переправа через річку Турунчук.
- Яськи — село при затоці Млиники та лиманах Писарському і Домаха, 3205 осіб, 621 двір, православна церква, школа, 7 лавок, базари через 2 тижня по понеділках.